# Song to Say Goodbye
Song To Say Goodbye (у преводу, Песма за растанак) је други сингл са шестог студијског албума групе Пласибо, Meds. Овај сингл је продуцирао Димитри Тиковој.